# Har Gobind Khorana
Har Gobind Khorana (Raipur, 9 gennaio 1922 – Concord, 9 novembre 2011) è stato un biochimico indiano naturalizzato statunitense.
La sua ricerca medica si è svolta nell'ambito della decifrazione del codice genetico: riuscì per primo a costruire in laboratorio degli RNA messaggeri monotoni nella ripetizione della coppia di nucleotidi CU. Non riuscì a ricavare informazioni precise sul significato delle triplette CUC e UCU, ma portò una definitiva dimostrazione del fatto che il codice genetico fosse a triplette: infatti la proteina che si formava in seguito alla lettura del messaggio era formata da due amminoacidi (tirosina e isoleucina) che si alternavano e se il codice genetico fosse stato a doppiette si sarebbe formata una proteina monotona (lo stesso sarebbe successo se fosse stato a gruppi di 4 nucleotidi).
Nel 1968 le sue ricerche nella descrizione del codice genetico e sul suo ruolo nella sintesi proteica, gli valsero il premio Nobel per la medicina insieme a Marshall Warren Nirenberg e a Robert William Holley.